# Gautier (Name)
Gautier ist ein französischer männlicher Vor- und Familienname.

## Herkunft und Bedeutung
Gautier ist die französische Form des Namens Walter.

## Namensträger

### Vorname
- Gautier d’Arras (1135–1189), altfranzösischer Dichter
- Gautier de Châtillon (um 1135–um 1190?), französischer Schriftsteller und Theologe, siehe Walter von Châtillon
- Gautier Giffard († vor 1085), normannischer Adliger
- Gautier de Metz (13. Jh.), französischer Priester und Dichter
- Gauthier I. de Villebéon (um 1125–1205), Großkammerherr von Frankreich

- Gautier Bernardelli (* 1992), französischer Fußballspieler
- Gautier Capuçon (* 1981), französischer Cellist und Kammermusiker
- Gautier le Cornu († 1241), Erzbischof von Sens
- Gautier de Costes de La Calprenède († 1663), französischer Schriftsteller und Dramatiker
- Gautier Garrigue (* 1987), französischer Jazzmusiker (Schlagzeug)
- Gautier Larsonneur (* 1997), französischer Fußballtorhüter
- Gautier Ott (* 2002), französischer Fußballspieler
- Gautier Serre (* 1984), französischer Musiker, Musikproduzent und Komponist

## Familienname
- Albert Gautier (1853–1931), deutscher Beamter, Richter und Politiker, Oberbürgermeister von Bruchsal
- Alfred Gautier (1858–1920), Schweizer Jurist, Mitglied der Kommission zum Entwurf des Eidgenössischen Strafgesetzbuchs
- André Gautier (1924–2000), Schweizer Politiker (LPS)
- Antoine Gautier de Montdorge (1701–1768), französischer Dramaturg, Librettist, Poet und Enzyklopädist
- Antony Gautier (* 1977), französischer Fußballschiedsrichter
- Armand Gautier (1837–1920), französischer Chemiker
- Charles Gautier (1945–2014), französischer Politiker
- Charles Gautier de Vinfrais (1704–1797), französischer Offizier, Autor und Enzyklopädist
- Cyril Gautier (* 1987), französischer Radrennfahrer
- Dick Gautier (* 1931), US-amerikanischer Schauspieler
- Émile Gautier (1822–1891), Schweizer Astronom und Militär
- Émile-Félix Gautier (1864–1940), französischer Geograph
- Émile Théodore Léon Gautier (1832–1897), französischer Philologe, Literaturhistoriker und Archivar, siehe Léon Gautier
- Éric Gautier (* 1961), französischer Kameramann
- Felisa Rincón de Gautier (1897–1994), puerto-ricanische Politikerin
- François Gautier (* 1950), französischer Schriftsteller und Journalist
- Fritz Gautier (1950–2017), deutscher Politiker (SPD)
- Guy-Pierre Gautier (1924–2024), französischer Résistance-Kämpfer und Dachau-Überlebender
- Hélène Gautier-Pictet (1888–1973), Schweizer Frauenrechtlerin
- Helma Gautier (* 1940), österreichische Schauspielerin
- Henri Gautier (1660–1737), französischer Ingenieur
- Hermann Gautier (1920–2010), deutscher Politiker (KPD/DKP)
- Jean-Albert Gautier (1903–1987), französischer Chemiker
- Jean Alfred Gautier (1793–1881), Schweizer Astronom
- Jean-Guy Gautier (1875–1938), französischer Rugby-Union-Spieler und Leichtathlet
- Jean-Jacques Gautier (Autor) (1908–1986), französischer Autor
- Jean-Jacques Gautier (Bankier) (1912–1986), Schweizer Bankier
- Jean-Baptiste-Andre Gautier, französischer Maler
- Joseph Gautier (1794–1846), Seiltänzer und Kunstreiter
- Joseph-Étienne Gautier (1861–1924), französischer Archäologe
- Judith Gautier (1845–1917), französische Schriftstellerin
- Julie Gautier (* 1979), französische Apnoe-Taucherin, Tänzerin und Filmemacherin
- Léon Gautier (1832–1897), französischer Philologe, Literaturhistoriker und Archivar
- Léon Gautier (Soldat) (1922–2023), französischer Soldat und Weltkriegs-Veteran
- Loïc Gautier (* 1954), französischer Radrennfahrer
- Lucien Gautier (Theologe) (Charles Lucien Gautier, auch Lucien-Charles Gautier; 1850–1924), Schweizer protestantischer Theologe
- Lucien Gautier (Grafiker) (1850–1925), französischer Grafiker
- Lucien Gautier (Politiker) (1913–1992), französischer Politiker
- Luis de Lacy y Gautier (1775–1817), spanischer Militär und Politiker
- Manuel María Gautier (1830–1897), dominikanischer Politiker
- Marguerite Gautier-van Berchem (1892–1984), Schweizer Kunsthistorikerin und IKRK-Delegierte
- Marthe Gautier (1925–2022), französische Kinderärztin und Erforscherin der Trisomie 21
- Pascale Gautier (* 1961), französische Autorin und Lektorin
- Philippe Gautier (* 1960), belgischer Jurist
- René Gautier (Widerstandskämpfer) (* 1922), französischer  Widerstandskämpfer
- René Gautier (Historiker) (* 1948), französischer Historiker
- Roberto Prádez y Gautier (1772–1836), spanischer Künstler und Gehörlosenlehrer
- Roger Gautier (1922–2011), französischer Ruderer
- Shelley Gautier (* 1968), kanadische Paracyclerin
- Sonia Pelletier-Gautier (* 1958), französische Historikerin und Schriftstellerin
- Théophile Gautier (1811–1872), französischer Schriftsteller
- Thomas Gautier (1638–1709), französischer Theologe